# UFC 229
UFC 229: Khabib vs. McGregor var en MMA-gala som arrangerades av Ultimate Fighting Championship och ägde rum 6 oktober 2018 i Las Vegas i USA.

## Resultat
1. ↑  Titelmatch i lättvikt.